# Gorongosa

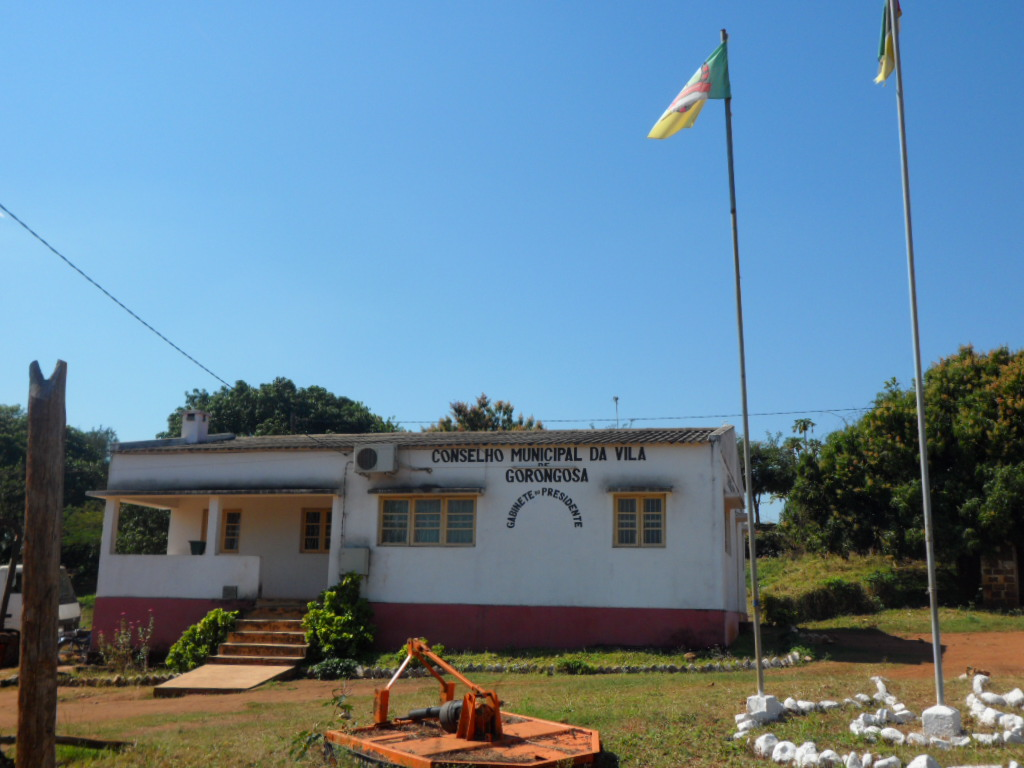

Gorongosa é uma vila da província de Sofala, em Moçambique, sendo a sede do distrito do mesmo nome. Antes da independência de Moçambique a vila tinha o nome de Vila Paiva de Andrade. Segundo o censo de 1997, a vila da Gorongosa tinha 11,968 habitantes.

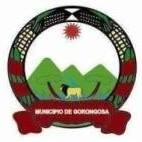
Brasão

Gorongosa é também o nome do primeiro e mais conhecido parque de Moçambique: o Parque Nacional da Gorongosa.

## Etimologia
De acordo com uma fonte, o nome de Gorongosa foi atribuído pela população oriunda de Báruè, a norte da província de Manica que se instalou na serra da Gorongosa em busca de sobrevivência no século passado. Alguns deles tentaram subir ao cimo mas perderam a vida de forma misteriosa. Por isso o lugar passou a ser considerado perigoso e a designar-se “Kuguru Kuna N’gozi”, o mesmo que “lá no cimo há perigo” em língua local. Mais tarde o nome foi aportuguesado para Gorongosa.

## História
Em 2 de abril de 2008, o governo moçambicano anunciou a criação do município da Gorongosa, na sequência da expansão do processo de autarcização do país a 10 novas vilas, uma em cada província. Na sequência das eleições autárquicas de 2008, Moreze Cauzande, eleito pelo Partido Frelimo, foi empossado como primeiro Presidente do Conselho Municipal da Gorongosa em 29 de janeiro de 2009.

## Infraestrutura
A vila é atravessada pela Estrada Nacional nº 1, rodovia que a liga à vila de Inchope, ao sul, e à vila da Nhamadza, ao norte.